# Thomas Jane
Pour les articles homonymes, voir Jane.
Thomas Elliott III, dit Thomas Jane, né le 22 février 1969 à Baltimore, dans le Maryland, est un acteur, producteur, réalisateur et scénariste américain.
Au début des années 2000, il fonde son entreprise RAW Studios pour produire le cinéma, la musique et la bande dessinée, dont il est également scénariste des comic-books,.

## Biographie

### Enfance et formation
Thomas Elliott III naît le 22 février 1969 à Baltimore, dans le Maryland.

### Carrière
Attiré depuis toujours par la comédie, Thomas Jane fait ses débuts de comédien sur les planches, notamment dans All My Sons d'Arthur Miller et La Ménagerie de verre du célèbre dramaturge Tennessee Williams. Il obtient ensuite des petits rôles dans The Crow et Volte/face, puis dans Boogie Nights de Paul Thomas Anderson. En 1998, il incarne un soldat mourant aux côtés de Sean Penn dans La Ligne rouge. Tous ces seconds rôles permettent à l'acteur d'être en tête d'affiche dans Peur bleue, un film d'horreur mise en scène par Renny Harlin, avant de retrouver le réalisateur Paul Thomas Anderson pour Magnolia, film lauréat d'un Ours d'or à Berlin. Deux ans plus tard, il joue avec Gene Hackman et Monica Bellucci dans Suspicion, puis dans la comédie romantique Allumeuses!.

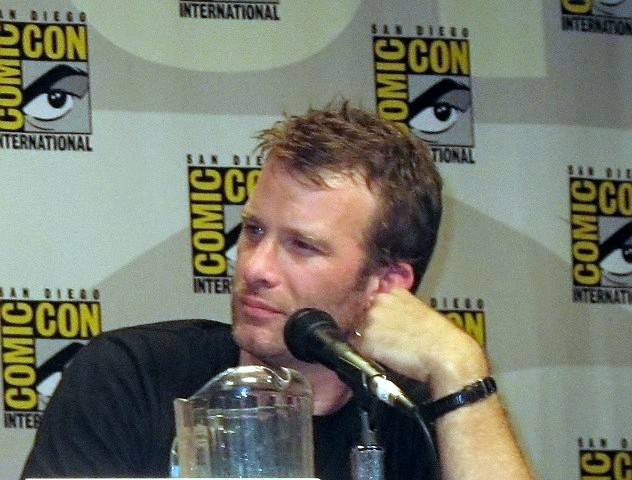
Thomas Jane en 2007.

Après avoir joué dans Dreamcatcher, adapté du roman éponyme de Stephen King, malgré cette carrière, le grand public ne découvre véritablement l'acteur qu'en 2004, lorsqu'il incarne Franck Castle dans The Punisher, adaptation du Comic Book Marvel. Malheureusement, il ne profite pas de l'occasion pour jouer et sa carrière fait une pause. En 2008, il est, pour la deuxième fois, un héros de Stephen King, adapté par Frank Darabont, dans le film d'épouvante The Mist, dont la distribution comprend également Laurie Holden, Marcia Gay Harden et Andre Braugher. Entre 2015 et 2019, il incarne l'inspecteur de police Josephus Miller, rôle clef dans les quatre premières saisons de la série de science-fiction The Expanse.

### Parcours
Depuis 2009, Thomas Jane incarne le rôle principal de la série Hung, produit par la chaîne HBO. Son personnage Ray Drecker est un entraîneur de basket divorcé et père de deux adolescents qui se voit contraint de trouver un autre moyen de subsistance plus rémunérateur ; aidé par son physique avantageux (pénis de 23 cm), il devient escort-boy. Dans une interview avec HuffPost, il a expliqué la taille de son propre pénis de 17 cm comme un idéal et un modèle pour les téléspectateurs masculins : « J'ai eu plus de gars qui regardaient mon entrejambe que de filles … […] En plus, si un homme veut vraiment voir mon pénis, je le montrerai, en fait, quelqu'un à une fête dit : "Hey, voyons votre pénis" et je l'ai sorti ».

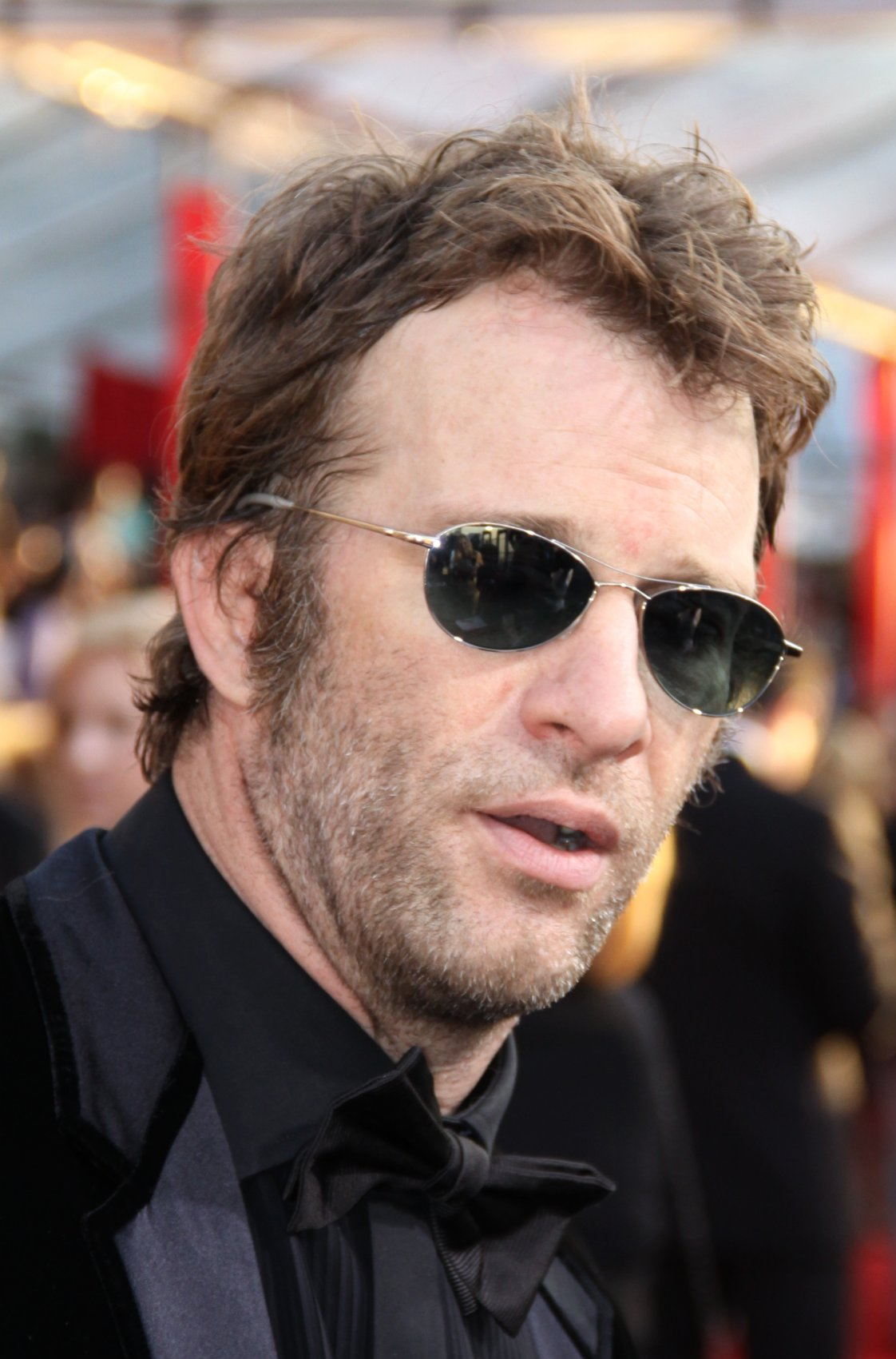
Thomas Jane en 2010.

En 2011, il fait une petite apparition dans le film Scott Pilgrim, avant de revenir dans la peau de Franck « Le Punisher » Castle, le temps d'un court métrage #DirtyLaundry qu'il présente au Comic-Con en 2012.
En novembre 2013, avec Kate Bosworth et Jacob Tremblay, il est engagé dans le rôle principal, celui du père de Cody, pour le film d'horreur Ne t'endors pas (Before I Wake, 2016) de Mike Flanagan.
En janvier 2017, il est choisi pour le film de science-fiction The Predator (2018) de Shane Black.
Le 2 février 2024, il est à l’affiche du film Bosco, ayant pour vedettes Vivica A. Fox et Tyrese Gibson.

### Vie privée
Marié en 1989 à l'actrice Aysha Hauer, Thomas Jane a ensuite été l'époux de la célèbre actrice Patricia Arquette. Cette dernière et Thomas Jane se connaissent de longue date. Ils étaient ensemble depuis l'année 2002 et se sont mariés à Venise, en Italie, le 25 juin 2006. Ils ont eu une fille nommée Harlow Olivia Calliope Jane, née le 20 février 2003 à Los Angeles, en Californie. Après avoir fait une demande de divorce en 2009, Patricia Arquette s'était rétractée. Mais en août 2010, le couple s'est finalement séparé sur un commun accord.
En avril 2019, il fréquente l'actrice Anne Heche. Ils se séparent au cours de l'année 2020.

## Filmographie

### Acteur

#### Longs métrages
- 1987 : Padamati Sandhya Ragam (en) de Jandhyala : Tom
- 1992 : I'll Love You Forever... Tonight d'Edgar Michael Bravo : le prostitué
- 1992 : Buffy, tueuse de vampires (Buffy the Vampire Slayer) de Fran Rubel Kuzui : Zeph
- 1992 : Nemesis d'Albert Pyun : Billy
- 1994 : At Ground Zero (en) de Craig Schlattman : Thomas Quinton Pennington
- 1996 : The Crow : La Cité des anges (The Crow: City of Angels) de Tim Pope : Nemo
- 1997 : Suicide Club (The Last Time I Committed Suicide) de Stephen T. Kay : Neal Cassady
- 1997 : Volte-face  (Face/Off) de John Woo : Burke Hicks
- 1997 : Boogie Nights de Paul Thomas Anderson : Todd Parker
- 1998 : C'est pas mon jour ! (Thursday) de Skip Woods : Casey
- 1998 : The Velocity of Gary (en) de Dan Ireland : Gary
- 1998 : Zack and Reba de Nicole Bettauer : Sparky Stokes
- 1998 : La Ligne rouge (The Thin Red Line) de Terrence Malick : soldat Ash
- 1999 : Molly de John Duigan : Sam
- 1999 : Peur bleue (Deep Blue Sea) de Renny Harlin : Carter Blake
- 1999 : Junked de Lance Lane : Switch
- 1999 : Magnolia de Paul Thomas Anderson : Jimmy Gator, jeune
- 2000 : Suspicion (Under Suspicion) de Stephen Hopkins : Détective Felix Owens
- 2000 : Jonni Nitro de lui-même et Marc Silvestri : Brack
- 2001 : Péché originel (Original Sin) de Michael Cristofer : Walter Downs / Billy / Mephisto
- 2001 : Eden d'Amos Gitaï : Dov
- 2002 : Allumeuses ! (The Sweetest Thing) de Roger Kumble : Peter Donahue
- 2003 : Dreamcatcher : L'Attrape-rêves (Dreamcatcher) de Lawrence Kasdan : Dr Henry Devlin
- 2003 : Stander de Bronwen Hughes : André Stander
- 2004 : The Punisher de Jonathan Hensleigh : Frank Castle / The Punisher
- 2007 : The Tripper de David Arquette : Buzz Hall
- 2007 : The Mist de Frank Darabont : David Drayton
- 2009 : The Mutant Chronicles de Simon Hunter : John Mitchell « Mitch » Hunter
- 2009 : Killshot de John Madden : Wayne Colson
- 2009 : Fais-leur vivre l'enfer, Malone ! (Give 'em Hell Malone) de Russell Mulcahy : Malone
- 2009 : Dark Country (en) de lui-même : Dick / Bloodyface
- 2010 : Scott Pilgrim (Scott Pilgrim vs. the World) d'Edgar Wright : Coy (non crédité)
- 2011 : I Melt with You (en) de Mark Pellington : Richard
- 2012 : LOL USA (LOL) de Lisa Azuelos : Allen, le père de Lola
- 2013 : American Stories de Wayne Kramer : l'homme (caméo)
- 2014 : White Bird (White Bird in a Blizzard) de Gregg Araki : l'inspecteur Scieziesciez
- 2014 : Buttwhistle de Tenney Fairchild : Grumisch
- 2014 : Drive Hard de Brian Trenchard-Smith : Peter Roberts
- 2014 : Bad Luck de John Herzfeld : Wolfie
- 2015 : Vice de Brian A. Miller : Roy
- 2015 : Brothers (Broken Horses) de Vidhu Vinod Chopra : Gabriel Heckum
- 2016 : Men on Fire (Standoff) d'Adam Alleca : Carter
- 2016 : The Veil de Phil Joanou : Jim Jacobs
- 2016 : Ne t'endors pas (Before I Wake) de Mike Flanagan : Mark Hobson
- 2016 : USS Indianapolis (USS Indianapolis : Men of Courage) de Mario Van Peebles : le lieutenant Adrian Marks
- 2017 : Chaudes nuits d'été (Hot Summer Nights) d'Elijah Bynum : le sergent Calhoun
- 2017 : 1922 de Zak Hilditch : Wilfred James
- 2018 : A.X.L. d'Oliver Daly : Chuck Hill
- 2018 : The Predator de Shane Black : Baxley
- 2019 : Night Shift: Patrouille de nuit (Crown Vic) de Joel Souza : Ray Mandel
- 2020 : The Vanished de Peter Facinelli : Paul
- 2020 : Les Chasseurs de la nuit (The Orchard) de Michael Caissie : le shérif
- 2020 : Money Plane d'Andrew Lawrence : Harry
- 2020 : Run Hide Fight de Kyle Rankin : Todd Hull
- 2020 : Anti-Life (Breach) de John Suits : l'amiral Adams-King
- 2021 : The Last Son de Tim Sutton : Solomon
- 2021 : Apache Junction de Justin Lee : Al Longfellow
- 2021 : Warning d'Agata Alexander : David
- 2022 : Vendetta de Jared Cohn : Dante
- 2022 : Murder at Yellowstone City de Richard Gray : Thaddeus Murphy
- 2022 : Creuser pour survivre (Dig) de K. Asher Levin : Scott Brennan
- 2022 : Slayers de K. Asher Levin : Elliot Jones
- 2023 : One Ranger de Jesse V. Johnson : Alex Tyree
- 2025 : Play Dirty de Shane Black

#### Courts métrages
- 2008 : The Butler's in Love (en) de David Arquette : Sherman
- 2012 : The Punisher: Dirty Laundry de Phil Joanou : Frank Castle / The Punisher

#### Téléfilms
- 1997 : Hollywood Confidential de Reynaldo Villalobos : Lee
- 2001 : 61* de Billy Crystal : Mickey Mantle
- 2015 : Piégés (Into the Grizzly Maze) de David Hackl : Beckett

#### Séries télévisées
- 1991 : She-Wolf of London (en) : Johnny (saison 2, épisode 4 : Heart Attack)
- 1995 : Surfers détectives (en) (High Tide) : Barry (saison 2, épisode 6 : Barry)
- 2004 : Arrested Development : lui-même (non crédité ; saison 2, épisode 2 : The One Where They Build a House)
- 2006 : Medium : Clay Bicks (non crédité ; 2 épisodes)
- 2009-2011 : Hung (TV), 30 épisodes : Ray Drecker (30 épisodes)
- 2015 : Texas Rising (en) : James Wykoff (mini-série ; 5 épisodes)
- 2015-2019 : The Expanse : Josephus « Joe » Miller (24 épisodes)
- 2022 : Troppo : Ted Conkaffey (8 épisodes)

### Producteur

#### Longs métrages
- 2007 : The Tripper de David Arquette (producteur délégué)
- 2011 : I Melt with You (en) de Mark Pellington : (producteur délégué)
- 2013 : Randy's Donuts de Curtis Hedges
- 2016 : Men on Fire (Standoff) d'Adam Alleca (producteur délégué)
- 2021 : The Last Son de Tim Sutton (producteur délégué)
- 2022 : Murder at Yellowstone City de Richard Gray (producteur délégué)
- 2022 : Creuser pour survivre (Dig) de K. Asher Levin (producteur délégué)
- 2022 : Slayers de K. Asher Levin (producteur délégué)

#### Série télévisée
- 2022 : Troppo (producteur délégué) (8 épisodes)

### Réalisateur

#### Longs métrages
- 2000 : Jonni Nitro (co-réalisé avec Marc Silvestri)
- 2009 : Dark Country

#### Série télévisée
- 2020 : The Expanse (saison 5, épisode 3 : Mother)

## Voix françaises
En France
| - Patrice Baudrier dans : - Peur bleue - Dreamcatcher - The Mutant Chronicles - Bad Luck - Boris Rehlinger dans : - The Punisher - The Mist - USS Indianapolis : Men of Courage - The Last Son - Jean-Pierre Michaël dans : - C'est pas mon jour ! - Men of Fire - Guillaume Orsat dans - LOL USA - Murder at Yellowstone City - Sébastien Hébrant dans : - The Expanse (série télévisée) - Anti-Life | - Yann Guillemot dans : - The Veil - A.X.L. - Philippe Résimont dans : - 1922 - One Ranger (en) Et aussi - Thierry Mercier dans Boogie Nights - Philippe Vincent dans Dark Country - Éric Herson-Macarel dans Hung (série télévisée) - Benjamin Penamaria dans Scott Pilgrim - Bruno Choël dans Ne t'endors pas - Yann Sundberg dans The Predator - Philippe Mijon dans Night Shift : Patrouille de nuit - Jean-Michel Vovk dans The Vanished |